# Lara Comi
Lara Comi (ur. 18 lutego 1983 w Garbagnate Milanese) – włoska polityk, eurodeputowana VII, VIII i IX kadencji.

## Życiorys
Ukończyła studia z zakresu handlu i ekonomii na Katolickim Uniwersytecie Najświętszego Serca w Mediolanie. Pracowała jako menedżer firmy produkującej zabawki. W 2008 została przewodniczącą młodzieżówki Forza Italia w Lombardii, a także asystentką Mariastelli Gelmini, minister w rządzie Silvia Berlusconiego.
W wyborach w 2009 z listy Ludu Wolności uzyskała mandat posłanki do Parlamentu Europejskiego VII kadencji. Po faktycznym rozwiązaniu PdL przystąpiła do reaktywowanej w 2013 partii Forza Italia. W 2014 uzyskała europarlamentarną reelekcję, w PE zasiadała do 2019, kiedy to nie została ponownie wybrana. Powróciła do Europarlamentu w trakcie IX kadencji, obejmując mandat w listopadzie 2022.